# Cesare Scarinci
Cesare Scarinci (Scheggia, 1º giugno 1828 – Roma, 13 giugno 1849) è stato un ufficiale e patriota italiano.

## Biografia
Cesare Scarinci nominato tenente prese parte alla prima guerra di indipendenza e fece poi parte del Battaglione universitario romano che si distinse nella difesa della Repubblica Romana del 1849. A ventuno anni, da poco promosso capitano d'artiglieria, trovò la morte nel corso dei furiosi combattimenti che si svolsero sul colle Gianicolo e che segnarono definitivamente le sorti della Repubblica. Dal 1883 a Scheggia e Pascelupo suo paese natale è ricordato da una lapide marmorea posta sulla casa dove nacque che s'affaccia su un piccolo slargo anch'esso intitolatogli. Il suo nome compare tra gli altri nel Mausoleo Ossario Garibaldino sul Colle Gianicolo a Roma.
Il comune Scheggia e Pascelupo gli intitola la fanfara della società operaia, nel 1884 la Società di mutuo soccorso, e annualmente organizza eventi e celebrazioni in sua memoria.